# Летонија на Светском првенству у атлетици на отвореном 2019.
Летонија је на 17. Светском првенству у атлетици на отвореном 2019. одржаном у Дохи од 27. септембра до 6. октобра учествовала четрнаести пут, односно учествовала је под данашњим именом на свим првенствима од 1993. до данас. Репрезентацију Летоније представљала су 12 атлетичара (5 мушкараца и 7 жена) који су се такмичили у 7 атлетских дисциплина (3 мушке и 4 женске).,
На овом првенству такмичари Летоније нису освојили ниједну медаљу али су оборили 2 лична рекорда и остварили 1 најбољи лични резултат сезоне.

## Учесници
| Мушкарци: - Дмитријс Серјогинс — Маратон - Арнис Румбеникс — 50 км ходање - Русланс Смолонскис — 50 км ходање - Роланд Штробиндерс — Бацање копља - Гатис Чакшс — Бацање копља | Жене: - Гунта Ваичуле — 200 м - Синдија Букша — 200 м - Лига Велвере — 800 м - Лаура Игауне — Бацање кладива - Мадара Паламејка — Бацање копља - Анет Коцина — Бацање копља - Лина Музе — Бацање копља |  |

## Резултати

### Мушкарци
| Атлетичар          | Дисциплина   | Лични рекорд | Квалификације   | Квалификације   | Полуфинале   | Полуфинале | Финале                | Финале       | Детаљи |
| Атлетичар          | Дисциплина   | Лични рекорд | Резултат        | Место           | Резултат     | Место      | Резултат              | Место        | Детаљи |
| ------------------ | ------------ | ------------ | --------------- | --------------- | ------------ | ---------- | --------------------- | ------------ | ------ |
| Дмитријс Серјогинс | Маратон      | 2:25:01      |                 |                 |              |            | 2:24:00 ЛР            | 48 / 55 (73) |        |
| Арнис Румбеникс    | Ходање 50 км | 3:57:09      | 4:28:18         | 21 / 28 (46)    |              |            |                       |              |        |
| Русланс Смолонскис | Ходање 50 км | 3:58:35      | Дисквалификован | Дисквалификован |              |            |                       |              |        |
| Роланд Штробиндерс | Бацање копља | 85,07        | 81,09           | 10. у гр. Б     |              |            | Нису се квалификовали | 17 / 30 (32) |        |
| Гатис Чакшс        | Бацање копља | 83,89        | 79,94           | 8. у гр. А      | 21 / 30 (32) |            | Нису се квалификовали |              |        |

### Жене
| Атлетичарка      | Дисциплина     | Лични рекорд | Квалификације | Квалификације | Полуфинале            | Полуфинале            | Финале                | Финале       | Детаљи |
| Атлетичарка      | Дисциплина     | Лични рекорд | Резултат      | Место         | Резултат              | Место                 | Резултат              | Место        | Детаљи |
| ---------------- | -------------- | ------------ | ------------- | ------------- | --------------------- | --------------------- | --------------------- | ------------ | ------ |
| Гунта Ваичуле    | 200 м          | 22,94 НР     | 23,32         | 6. у гр. 3    | Нису се квалификовале | Нису се квалификовале | Нису се квалификовале | 30 / 43 (48) |        |
| Синдија Букша    | 200 м          | 23,02        | 23,53         | 7. у гр. 2    | Нису се квалификовале | Нису се квалификовале | Нису се квалификовале | 36 / 43 (48) |        |
| Лига Велвере     | 800 м          | 2:00,75      | 2:02,93 кв    | 5. у гр. 3    | 2:06,99               | 8. у гр. 1            | Нису се квалификовале | 12 / 40 (41) |        |
| Лаура Игауне     | Бацање кладива | 73,56 НР     | 67,77         | 12. у гр. Б   |                       |                       | Нису се квалификовале | 22 / 30      |        |
| Анет Коцина      | Бацање копља   | 64,47        | 56,70         | 13. у гр. А   | 24 / 31               |                       | Нису се квалификовале |              |        |
| Мадара Паламејка | Бацање копља   | 66,18 НР     | 59,95         | 10. у гр. А   | 18 / 31               |                       | Нису се квалификовале |              |        |
| Лина Музе        | Бацање копља   | 64,87        | 55,66         | 14. у гр. Б   | 27 / 31               |                       | Нису се квалификовале |              |        |